# Ciao ciao Italia
Ciao ciao Italia è un singolo del gruppo musicale svedese After Shave, pubblicato nel 1990 su etichetta discografica Big Bag Records.

## Descrizione
La canzone, scritta da Lasse Holm e Eddie Oliva, è stata usata come inno della nazionale svedese durante il Campionato mondiale di calcio 1990 svoltosi in Italia.
Il singolo ha raggiunto il 12º posto nella classifica dei singoli più venduti in Svezia. La canzone è entrata anche nella Svensktoppen, la classifica radiofonica trasmessa da Sveriges Radio, rimanendovi per quattro settimane tra il 20 maggio e il 10 giugno 1990, raggiungendo il secondo posto.

## Tracce
1. Ciao ciao Italia – 3:12
2. Ciao ciao Italia (versione strumentale) – 3:12

## Classifiche
| Classifica (1990) | Posizione massima |
| ----------------- | ----------------- |
| Svezia            | 12                |